# Wohn- und Geschäftshaus Gustav Weyland
Das Wohn- und Geschäftshaus Gustav Weylands ist ein als Baudenkmal ausgewiesenes Gebäude in der Altstadt der Stadt Brandenburg an der Havel. Es befindet sich unter der Adresse Parduin 1–2/Rathenower Straße 7.

## Geschichte
Das denkmalgeschützte Haus wurde im Jahr 1925 in der brandenburgischen Altstadt anstelle dreier vorbestehender Gebäude errichtet. Bauherr war der altstädtische Bäckermeister Gustav Weyland. Der Putzbau wurde im Stil des Expressionismus gebaut. Gustav Weyland ließ auf dem Hof eine mittlerweile abgerissene Bäckerei bauen. Für den Verkauf nutzte er ein Ladengeschäft zur Straße. In ein weiteres Ladengeschäft im Haus zog die Drogerie eines Sohnes Weylands. Das Haus hatte bereits zum Zeitpunkt des Neubaus eine für damalige Verhältnisse moderne Zentralheizung.
In den 1980er Jahren verkauften die Hauserben aufgrund nicht rückzufinanzierender aber notwendiger Sanierungen das Haus an die Kommune. Nach der politischen Wende hatte in den 1990er Jahren eine Klage auf Rückerstattung Erfolg, da der Hausverkauf an die Kommune einzig aufgrund der gesetzlich festgeschriebenen zu niedrigen Mieteinnahmen in der DDR notwendig war. Mittlerweile ist eine Erbengemeinschaft bestehend aus drei Personen mit einem Eigentumsanteil von einmal 50 und zweimal 25 Prozent Eigentümerin des Hauses. Diese Erbengemeinschaft ließ das Gebäude in den 2000er Jahren umfangreich sanieren. Bei dieser Sanierung wurden Hofgebäude wie die alte Bäckerei abgerissen und Balkone zum Hof installiert. Eine Enkelin Weylands, 50-prozentige Erbin des Wohn- und Geschäftshauses, betreibt im Erdgeschoss noch immer die ehemalige Drogerie ihres Vaters als Reformhaus. Die Einrichtung dieses einen Ladengeschäftes ist neben dem Gebäude selbst ebenfalls denkmalgeschützt. Das Haus ist in vierzehn Mietwohnungen und vier Ladengeschäfte unterteilt.

## Bauwerk

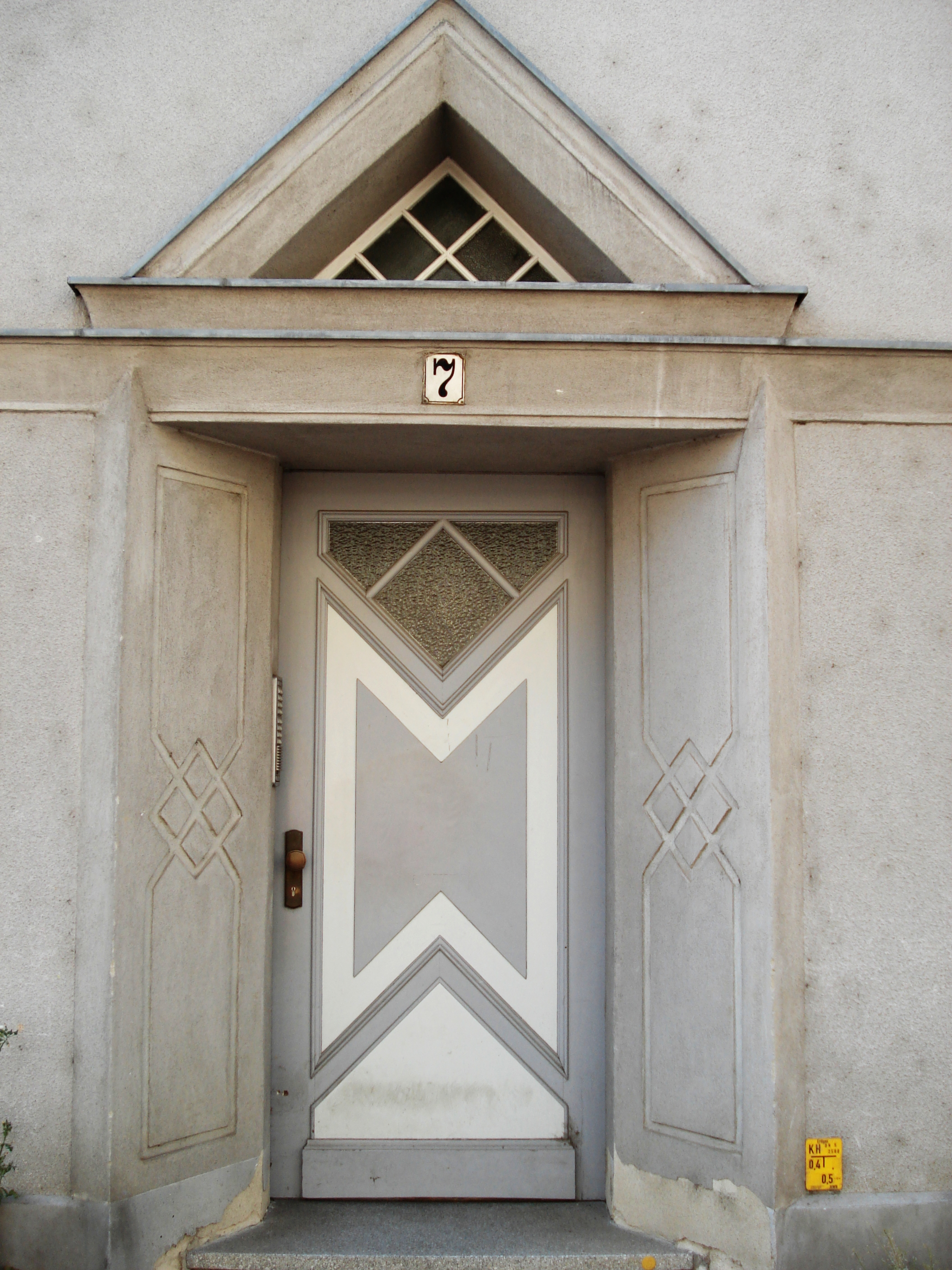
Haustür zur Rathenower Straße

Das Wohn- und Geschäftshaus ist dreiteilig gestaltet. Die Fassade zur Rathenower Straße ist vierstöckig und sechsachsig, die zum Parduin dreistöckig mit einem ausgebauten Dachgeschoss und vierachsig. Die zwischen beiden Gebäudeflügeln liegende zweiachsige Ecke ist abgeschrägt und über die Traufe hinaus überhöht.
Im Erdgeschoss befinden sich vier Ladengeschäfte. Eines am Parduin, eines in der abgeschrägten Hausecke und zwei in der Rathenower Straße. Am Parduin befindet sich ebenfalls eine Tordurchfahrt zum Innenhof. In den letzten Fensterachsen zur abgeschrägten Ecke sind sowohl am Parduin als auch in der Rathenower Straße in den Obergeschossen Dreieckserker angebracht. Diese sind wie das gesamte Erdgeschoss grau verputzt. Über den Schaufenstern der Ladengeschäfte sind auffällige dreieckige, mehrsprossige Kämpferfenster verbaut. Ein weiteres Kämpferfenster befindet sich über einem Hauseingang von der Rathenower Straße. Über der Tordurchfahrt vom Parduin ist anstelle des Fensters eine Verdachung in Form eines Dreiecksgiebels als Schmuckelement angebracht. Das Erdgeschoss ist durch ein schlichtes Gesims vom ersten Obergeschoss abgetrennt. Der Putz in den oberen Stockwerken ist rot gestrichen. Die Sprossenfenster weisen die für die 1920er Jahre typische Sechserteilung auf. Die Fenster besitzen zwei Flügel, die jeweils durch zwei zarte horizontale Sprossen dreifach geteilt sind. Die Fenster sind im Obergeschoss von grauen Faschen umrandet. Im Bereich der Erker wurden ober- und unterhalb der Fenster zusätzliche Gesimse eingearbeitet, die kurz auslaufen und nicht die gesamte Fassade gliedern.
Das Dach über dem Gebäudeflügel Parduin in als Mansarddach gebaut. Das Dachgeschoss ist in diesem Bereich ausgebaut. Die Fensteröffnungen des ausgebauten Dachgeschosses sind als kurze und über vier Fenster breite Schleppgaube gestaltet. Oberhalb dieser befinden sich wie auch im Satteldach in der Rathenower Straße Spitzgauben als Fensteröffnungen. Die über die Traufe hinausragende Überhöhung im Bereich der abgeschrägten Häuserecke besitzt die Form eines schlichten Stufengiebels.

## Ladengeschäfte

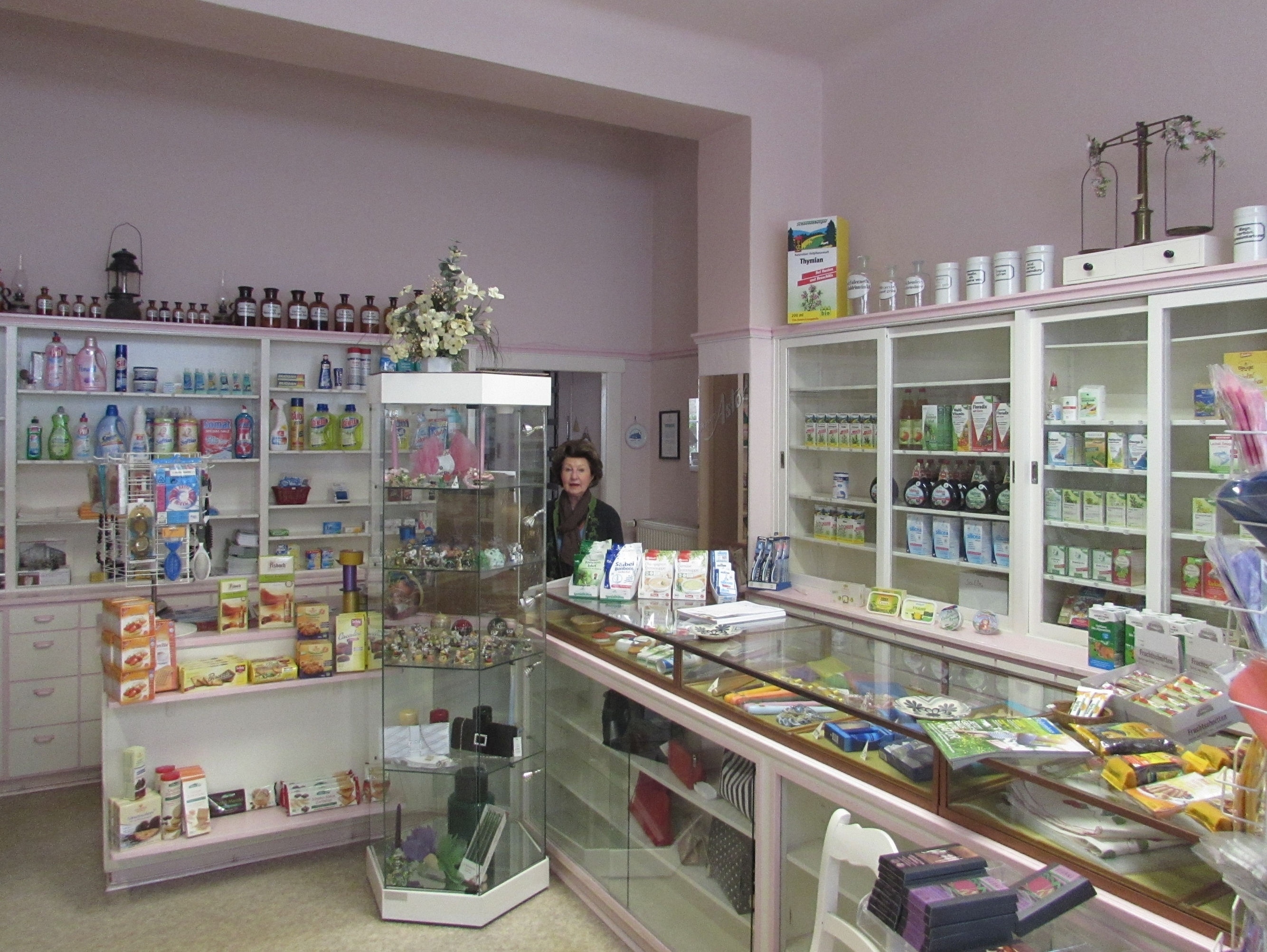
Die denkmalgeschützte Ladeneinrichtung der ehemaligen Drogerie

Die Einrichtung des Ladens am Parduin, eines Reformhauses und vormaligen Drogerie, ist ebenfalls denkmalgeschützt. Diese besteht aus mehreren weiß gestrichenen typischen Schränken, wie sie in Drogerien und Apotheken vorkamen. Die Schränke sind teilweise mit Glasscheiben verschlossen, haben Schubfächer oder sind offen. Weiterhin gehören verglaste Ladentische und Vitrinen zur geschützten Inneneinrichtung. Das Geschäft hat einen rosa-violettfarbenen und weißen Anstrich. Der ehemalige Schriftzug Drogerie über dem Eingang zum Laden wurde entfernt. Erhalten blieb jedoch der Namenszug des Bauherren des Hauses Gustav Weyland über einem zweiten Ladengeschäft direkt auf der Ecke, in dem sich eine Fahrschule befindet.